# De zonnige kijk
Heer Bommel en de zonnige kijk (in boekuitgaven/spraakgebruik verkort tot De zonnige kijk) is een verhaal uit de Bommelsaga, geschreven en getekend door Marten Toonder. Het verhaal verscheen voor het eerst op 26 juli 1976 en liep tot 25 oktober van dat jaar. Thema: Het ontstaan van luchtbellen in de economie.

## Vakantieaankondiging als inleiding tot de thematiek
Eenvoudige lieden gaan ook in slechte tijden rustig slapen in de wetenschap dat hoogstaande figuren over hen waken. Bovenbaas AWS spreekt NG (Nahum Grind) aan over de oververhitting van de economie. NG geeft AWS de schuld omdat hij de olie zo omhoog heeft gegooid. NG stelt afkoeling en afvloeiing voor. Volgens AWS is het al te laat, 3 minuten voor 12. Intussen zit heer Bommel tevreden uit te rusten in zijn leunstoel. Een maand lang. Zijn vorige avontuur was toch wel afmattend.

## Voetnoot
1. ↑  Zoek voor de afleveringen op "Heer Bommel en de zonnige kijk" in het archief van de Nederlandse Koninklijke Bibliotheek www.kb.nl onder "delpher"
2. ↑  Zie ook de latere theorie van Nobelprijswinnaar Robert Shiller . Gearchiveerd op 26 juli 2017.
3. ↑  Marten Toonder gunde heer Bommel één hele maand vakantie. Het nieuwe verhaal begint pas op 26 juli. De Volledige Werken drukken achterin plaatje 8593 af, een vakantieaankondiging, en dat is tevens een goede inleiding op de heersende economische problemen. Het verhaal start vervolgens met strip 8594 op 26 juli.
4. ↑  Zie voor de machtsverhoudingen tussen deze twee bovenbazen: De bovenbazen. In 1973 speelde de eerste oliecrisis, die in 1976 de economie nog in haar greep had. AWS bezit alle olie.
5. ↑  Zie: Het vergeetboekje.

## Hoorspel
- De zonnige kijk in het Bommelhoorspel